# 1238
سنة 1238 كانت سنة بسيطة تبدأ يوم الجمعة (الرابط يظهر نموذج التقويم الكامل للسنة) من التقويم اليولياني.

## أحداث
- سقوط الدولة العيونية في جزيرة أوال على يد السلغوريين.

## مواليد
- رضي الدين الطبري
- مادهفاتشاريا.
- نظام الدين أولياء.

## وفيات
- الكامل محمد بن العادل
- يوري فسيفولودوفيتش الثاني
- كيقباد الأول.